# Julian Brandt
Julian Brandt (sinh ngày 2 tháng 5 năm 1996) là một cầu thủ bóng đá chuyên nghiệp người Đức hiện đang thi đấu ở vị trí tiền vệ tấn công hoặc tiền vệ cánh cho câu lạc bộ Bundesliga Borussia Dortmund và đội tuyển bóng đá quốc gia Đức.
Brandt đã ra sân hơn 55 lần các đội tuyển trẻ của Đức, chơi ở mọi cấp độ từ U15 đến U21. Anh là thành viên của đội U-19 Đức đã giành chức vô địch U-19 châu Âu vào năm 2014.

## Sự nghiệp quốc tế
Ngày 17 tháng 5 năm 2016, Brandt có tên trong danh sách 27 cầu thủ được gọi vào triệu tập tham dự Euro 2016.
Anh cũng là một phần của đội hình tham dự Thế vận hội Mùa hè 2016, nơi Đức giành huy chương bạc.
Anh được triệu tập vào danh sách 23 cầu thủ tham dự World Cup 2018 tại Nga. Tuy nhiên đội tuyển Đức đã trở thành nhà cựu vô địch sau khi thất bại trước Hàn Quốc với tỉ số 0-2 ở lượt trận cuối vòng bảng.

## Thống kê sự nghiệp
Tính đến 20 tháng 10 năm 2020
| Câu lạc bộ          | Mùa giải            | Giải đấu | Giải đấu | Cúp quốc gia | Cúp quốc gia | Châu Âu | Châu Âu | Tổng cộng | Tổng cộng |
| Câu lạc bộ          | Mùa giải            | Trận     | Bàn      | Trận         | Bàn          | Trận    | Bàn     | Trận      | Bàn       |
| ------------------- | ------------------- | -------- | -------- | ------------ | ------------ | ------- | ------- | --------- | --------- |
| Bayer Leverkusen    | 2013-14             | 12       | 2        | 0            | 0            | 2       | 0       | 14        | 2         |
| Bayer Leverkusen    | 2014–15             | 25       | 4        | 4            | 0            | 6       | 0       | 35        | 4         |
| Bayer Leverkusen    | 2015–16             | 29       | 9        | 3            | 1            | 12      | 0       | 44        | 10        |
| Bayer Leverkusen    | 2016–17             | 32       | 3        | 0            | 0            | 8       | 1       | 40        | 4         |
| Bayer Leverkusen    | 2017–18             | 34       | 9        | 5            | 3            | –       | –       | 39        | 12        |
| Bayer Leverkusen    | 2018–19             | 33       | 7        | 3            | 2            | 7       | 1       | 42        | 9         |
| Bayer Leverkusen    | Tổng cộng           | 165      | 33       | 15           | 6            | 35      | 2       | 214       | 41        |
| Borussia Dortmund   |                     |          |          |              |              |         |         |           |           |
| 2019–20             | 33                  | 3        | 2        | 2            | 7            | 2       | 42      | 7         |           |
| 2020–21             | 4                   | 0        | 1        | 0            | 1            | 0       | 7       | 1         |           |
| Tổng cộng           | 37                  | 3        | 3        | 2            | 8            | 2       | 49      | 8         |           |
| Tổng cộng sự nghiệp | Tổng cộng sự nghiệp | 202      | 36       | 18           | 8            | 43      | 4       | 263       | 49        |

## Bàn thắng quốc tế
Tính đến ngày 19 tháng 11 năm 2019.
| # | Ngày                 | Địa điểm                             | Số trận | Đối thủ     | Bàn thắng | Kết quả | Giải đấu                      |
| - | -------------------- | ------------------------------------ | ------- | ----------- | --------- | ------- | ----------------------------- |
| 1 | 10 tháng 6 năm 2017  | Sân vận động Nürnberg, Nürnberg, Đức | 16      | San Marino  | 6–0       | 7–0     | Vòng loại FIFA World Cup 2018 |
| 2 | 9 tháng 9 năm 2017   | Rhein-Neckar-Arena, Sinsheim, Đức    | 20      | Perú        | 1–1       | 2–1     | Giao hữu                      |
| 3 | 19 tháng 10 năm 2019 | Waldstadion, Frankfurt, Đức          | 30      | Bắc Ireland | 6–1       | 6–1     | Vòng loại UEFA Euro 2020      |

## Danh hiệu

### Câu lạc bộ

#### Borussia Dortmund
- DFB-Pokal: 2020–21

### Quốc tế
U19 Đức
- UEFA European Under-19 Championship: 2014

U23 Đức
- Huy chương Bạc Summer Olympic Games: 2016

Đức
- FIFA Confederations Cup: 2017